# Kupwara
Kupwara est une ville indienne située dans le district de Kupwara dans le territoire du Jammu-et-Cachemire. En 2011, sa population est de 21 711 habitants.